# Takeshi Kawaharazuka
Takeshi Kawaharazuka (jap. 河原塚 毅, Kawaharazuka Takeshi; * 1. Februar 1975 in der Präfektur Saitama) ist ein ehemaliger japanischer Fußballspieler.

## Karriere

### Fußball
Kawaharazuka erlernte das Fußballspielen in der Schulmannschaft der Ageo Minami High School. Seinen ersten Vertrag unterschrieb er 1999 bei Albirex Niigata, einem Verein aus Niigata, der in der zweiten japanischen Liga, der J2 League, spielte. Für den Verein absolvierte er drei Spiele. Ende 1999 wurde sein Vertrag nicht verlängert. Wo er von 2000 bis 2001 gespielt hat, ist unbekannt. Anfang 2002 wurde er vom Okinawa Kariyushi FC für ein Jahr unter Vertrag genommen.

### Beachsoccer
Mit der japanischen Nationalmannschaft qualifizierte er sich für die Beachsoccer-Weltmeisterschaft 2005, 2006, 2008, 2009, 2011 und 2013.